# Витиня
Витиня (или Чурешки проход) е планински проход (седловина) в най-източната част на планината Мургаш (част от Западна Стара планина), в общини Елин Пелин, Горна Малина и Ботевград, Софийска област.
Дължината на прохода е 25,8 км, надморска височина на седловината – 965 м.
Проходът свързва Северна с Южна България, респективно Ботевградската на север със Софийската котловина на юг. Трасето започва югоизточно от „опашката“ на язовир Бебреш, на 539 м н.в., изкачва се на юг по северния склон на планината, като следва най-горното течение на река Бебреш и след 11,6 км достига седловината. След това завива на запад и югозапад и в продължение на 14,2 км се спуска по долината на река Елешница и завършва на 690 м н.в. в село Потоп.
Седловината е използвана като път още във времето, когато по българските земи са живели траките и римляните. Първото шосе през прохода Витиня е прокарано около 1865 г., а автомобилен път има от 1934 г., който става основната транспортна връзка от София за Северна България, като дотогава се използва предимно Ботевградския (Арабаконашки) проход.
През прохода преминава участък (от km 201,8 до km 227,6) от трасето на първокласния Републикански път I-1, Видин – София – ГКПП Кулата - Промахон.
От края на 70-те години на XX век успоредно на съществуващото шосе започва изграждането на автомагистрала „Хемус“. Под най-високата точка на седловината е прокопан тунелът „Витиня“ (първият от четирите тунела в посока Варна), който се състои от две тръби със сечение 86 m2 и дължина 1195 m всяка (вторият най-дълъг в България след тунела „Железница“). В експлоатация е от 1984 г. Откъм София в тунела се навлиза на 928 m н.в. и се излиза от него на 880 m н.в.
На него на 30 юли 1971 г. при автомобилна катастрофа са загинали футболистите Георги Аспарухов и Никола Котков.

## Други
На Витиня е наречена улица в кварталите „Хаджи Димитър“, „Сухата река“, „Васил Левски“ и „Христо Ботев“ в София (Карта), както и „Христо Ботев“ в Пловдив.

## Топографска карта
- Лист от карта K-34-48. Мащаб: 1 : 100 000.